# 安娜·威尔逊-琼斯
安娜·威尔逊-琼斯（英語：Anna Wilson-Jones）是一位英国演員。她从2000年开始表演。
她在一所女私立学校接受教育。有两个姐妹，一个兄弟。
2011年，在 查理·布鲁克的《黑镜》中出现。